# Gare de Blackhorse Road
La gare de Blackhorse Road, est une gare ferroviaire de la ligne de Gospel Oak à Barking du réseau de trains de banlieue London Overground.
Elle est en correspondance avec la station Blackhorse Road de la Victoria line du métro de Londres.

## Situation ferroviaire
Établie en surface, la gare de Blackhorse Road est située sur la ligne de Gospel Oak à Barking, du réseau London Overground, entre les gares de Gospel Oak et de Barking.

## Histoire
Elle est mise en service par la Tottenham and Forest Gate Railway (en) le 9 juillet 1894.